# ヒミズ (漫画)
『ヒミズ』は、古谷実による日本の漫画。『週刊ヤングマガジン』（講談社）誌上にて2001年9号から2002年15号にかけて連載された。単行本は全4巻（講談社ヤンマガKC）、新装版は全2巻、文庫本は全3巻。

## 概要
- 古谷実の商業誌連載第4作である。それまでのギャグ路線から一線を画した作品で、「笑いの時代は終わりました…。これより、不道徳の時間を始めます。」という宣伝文句の通り、人間のより暗い部分を見せるサスペンスホラー漫画に仕上がっている。なお、最終回のラストが単行本化の際に変更されている。
- 2004年にOi-SCALEプロデュースで舞台化された。2021年には劇団時間制作プロデュースで再び舞台化。（詳細は舞台版を参照）
- 山崎燕三による小説版が2007年7月に刊行（2012年に再刊）している。（詳細は小説版を参照）
- 2012年には園子温監督により映画化され、日本国外の映画祭で主演の演技が高く評価された。（詳細は映画版を参照）

## あらすじ
中学生にして貸しボート屋を営む住田祐一は、不遇な現実を諦観しつつも、平凡な生活を送ることを夢見ていた。ところがある日、かつて蒸発するも戻って来た父がらみで暴力団から理不尽な暴力を受ける。しかも母が中年男と駆け落ちして失踪したことを機に孤立無援となった挙句、それに耐え兼ね父を衝動的に殺害するという取り返しのつかない事態に陥り、天涯孤独の身となる。住田は普通の人生を送ることを諦め、「悪い奴」を殺すべく、夜の街を徘徊するようになる。
茶沢景子は住田が天涯孤独になる以前から気にかけており、彼が殺人行動を起こしたことを知ってもなお救い出そうとする。しかし、茶沢の想いとは裏腹に、住田の人生は深い絶望に落ちていった。

## 登場人物
住田 祐一（すみだ ゆういち）
本作の主人公。中学3年生。15歳。幼少時に両親は離婚し、母と川沿いに住み、貸しボート屋を営んでいる。冷徹な性格で、常に現実的で平凡な生活を望む。周りの人には見えない化け物が見えることが悩みであり、本人が夢を持つことから遠ざける一因になっている。母が駆け落ちし、自身を虐待していた父親を衝動的に殺害したことで、中学生にして天涯孤独の身となり、自分が「特別な存在」に墜ちてしまったことに絶望する。それ以来学校へは行かず、精神的に耐えられるのは一年くらいだと考えた為、自身に「オマケ人生」と称した一年の猶予を与えて「悪い奴」を殺すためにひたすら街を徘徊するようになる。
夜野 正造（よるの しょうぞう）
中学3年生。昔、いじめられていたところを住田に助けられる。住田と最も親しい友人だが、住田の事件と彼の借金を勝手に返済した事をきっかけに一方的に絶交されてしまうことになる。その後、手紙を読んで自宅に訪れた住田と和解を果たし、卒業後は働きながら定時制高校に通い、長かった髪形も短く切った。金に対してとてもがめつい。スリの常習犯で、未成年でありながら喫煙する。
赤田 健一（あかだ けんいち）
中学3年生。かなりの馬鹿でいじめられっこ。ある日の夜、トランプのババに漫画家になることを予言されてから、漫画家になることが夢になる。ちなみに漫画は下手で住田からも酷評されている。自身も才能のなさを自覚しているようで「夢はあまりに遠い、海王星なんて目じゃねえよ」と語っている。夜野と意気投合して友人同士になるのだが、彼のスリには困惑している模様。当初はアフロヘアーのような髪型だったが、ある出来事で後述するきいちに迷惑をかけた事から侘びを入れる形で坊主頭になった。後にババから漫画家にはなれないと告げられ夢を断念したとのこと。
小野田 きいち（おのだ きいち）
赤田の従兄弟。漫画家になるのが夢。赤田とは反対に、実力もあり、応募した作品が賞を受ける程。温厚で誠実な性格の持ち主で、交友関係が広い。家族に姉がいる。住田との初対面では意見の食い違いから殴り合いのケンカに発展するが、和解して友好的に接するようになる。終盤で自身の読み切り作品が雑誌に掲載されデビューを果たした。
小説版では有名私立進学校に通っている。
茶沢 景子（ちゃざわ けいこ）
住田のクラスメイト。15歳。目立たず地味な雰囲気で不可解な言動が多かった為、夜野からも変人扱いされていた。住田と接するうちにいつしか彼に惹かれ、互いに愛し合うようになる。住田の家に頻繁に現れ、学校へ来なくなった彼をいつも気にかけている。常軌を逸した行動に走る彼を止めようとする唯一の存在。
小説版では主人公に設定されている。
岡島 渚（おかじま なぎさ）
漫画家。数々の代表作を持つ人気作家で、漫画家を目指す者から憧れの存在となっている。落ち着いた性格をした壮年男性の同性愛者で、インターネットを通じて赤田と知り合う。「自身の力でデビューさせる」と言って彼を呼び出し一緒にダンスを踊った後、フェラチオに及んでしまう。しかし後日、きいちから本物の岡島渚は女である事を伝えられ、出会った男性が偽者だった事を知り赤田はショックを受けてしまう。
尚、彼が登場した回は主人公の住田が一切登場しない。
飯島 テル彦（いいじま テルひこ）
スリの常習犯の若者。両腕に刺青が彫られている。夜野のスリの犯行現場を目撃して以降は彼とつるむようになり、夜野に強盗を働かないかと持ちかけてくる。その後住田を借金から救いたい一心から夜野が計画に乗って来た為、強盗を実行に移す。現金を奪う事には成功したものの、家主であったパチンコ屋の店長が予想よりも早く帰宅したことで鉢合わせ揉み合いの末に彼を殺してしまう。金を手に入れ夜野と別れた後、しばらくして自身が逮捕される夢に苦しむようになる。そして夜野が自首して全てを打ち明ける事を恐れ、家主を遺棄したのと同じ山に彼を連れ込んで殺害しようとするが、逆に抵抗を受けて右手と片目を負傷し失敗に終わる。しばらくして、金子に関東甲信越地方から出て行くように脅迫される。脅された後の動向は不明。
飯田 サトシ（いいだ さとし）
37歳の独身。住田と同じ新聞販売店で勤務する配達員。同僚の住田に気さくに話しかけ、食事に誘うなど親しく接していたが、彼からは「バカで不潔で化け物に少し似ている」という理由で嫌われていた。かなりのギャンブル好きだが、2万円以上負ける度に腹いせで放火を繰り返しており、後に現行犯で逮捕される。
野上 ヨシヒサ（のがみ ヨシヒサ）
高校生。コンビニでバイトをしている。残忍で歪んだ性格をしており隣に住んでいる幼馴染のタエに恋心を抱いているが、それが覗きや住居侵入など間違った方向に向かっている。住田と面識はないが、デパートのトイレにあった落書きを元に、住田から「悪い奴」だとして目を付けられる。後に変装してタエと交際している前田リュージを殺害しようとするが、現場を住田に襲撃され殺されそうになる。逃亡の末にパトロール中だった警官に逮捕される。
内田（うちだ）
住田がアルバイトをするパチンコ店の同僚の女の子。明るい性格で「女彫り師」を目指している。住田から入れてほしいと頼まれ、彼の右腕に刺青を彫り込む。
塚本 とし夫（つかもと としお）
49歳。ホームレス。住田家（コンテナ住居）で雨宿りさせてもらったことをきっかけに、住田の貸しボート屋を手伝うようになる。普段は愛想が良く謙虚だが、本性は女性相手に猥褻行為を繰り返す変態男。茶沢に対しても衝動が抑えられずに手を出し拘束するが、失敗に終わりボート屋から姿を消す。茶沢が警察に届けず彼女を助けた少年たちを口止めした事もあり、住田が塚本の本性に気付くことはなかった。
シュウ
高校生。不良仲間とたむろして騒いでる所を通りかかった住田にカッターナイフを突きつけて恐喝しようとするが、逆に右肩を包丁で刺されて負傷する。しばらくして、住田と再会し彼を徹底的に痛めつけ、右手中指を折って去っていった。
金子（かねこ）
住田の父が借金をしているサラ金を経営する筋肉質の暴力団組員。借金返済を迫り反抗的な態度を見せた住田に容赦なく暴力を振るった。再会時に住田の現状を聞き、彼に同情する素振りを見せながらも「お前は病気だ」と切り捨てるように言い放つが、以前から住田の度胸は気に入っていたようで、「悪い奴」を必死に探す住田に拳銃を渡す。
お巡りさん
身寄りがなくなってしまった住田を心配している。後に住田に対して様々な疑念を抱くようになる。
住田の父
住田の運命を狂わせた元凶とも言える人物の１人。既に離婚している為、立場としては元父親だが、度々ボート屋を訪れては金をせびろうとする。多額の借金を抱え、職につかず昼間から遊び歩く自堕落な生活を送っている為、息子から忌み嫌われている。劣悪な環境に耐えかねた息子に殺害され、死体を河川敷に埋められる。死後も夢に現れては息子を嘲笑い続けた。
住田の母
住田の運命を狂わせた元凶とも言える人物の１人。既に離婚している為、シングルマザーとなっているが、既に息子との関係は冷え切っており、家事と育児は放棄していた。交際していた相手の男と暮らすため、僅かな金を残し息子を捨てて行方をくらました。
化け物
住田に姿が見える得体の知れない存在。一つ目に巨大な口を持った不気味で異様な姿をしており、常に住田を見つめ続け時々彼に語りかける事もあり、その度に彼を精神的に苦しめている。この存在の正体が何だったのかは最後まで明かされる事はなかったが、所謂幻覚であることが示唆されている。

## 書籍情報

### 単行本
- 古谷実 『ヒミズ』 講談社〈ヤンマガKC〉、全4巻
  1. 2001年7月23日初版発行（2001年7月13日発売）、ISBN 4-06-336962-5
  2. 2001年12月26日初版発行（同日発売）、ISBN 4-06-361010-1
  3. 2002年5月2日初版発行（2002年4月30日発売）、ISBN 4-06-361040-3
  4. 2002年7月3日初版発行（同日発売）、ISBN 4-06-361055-1

### 新装版
- 古谷実 『ヒミズ 新装版』 講談社〈KCデラックス〉、全2巻
  - 上 2011年12月20日発売、ISBN 978-4-06-376198-6
  - 下 2011年12月20日発売、ISBN 978-4-06-376199-3

### 文庫本
- 古谷実 『ヒミズ』 講談社〈講談社漫画文庫〉、全3巻
  1. 2012年11月9日発売、ISBN 978-4-06-370892-9
  2. 2012年12月12日発売、ISBN 978-4-06-370895-0
  3. 2013年1月11日発売、ISBN 978-4-06-370897-4

## 舞台版

### Oi-SCALE公演
Oi-SCALEのプロデュースで、2004年5月28日から5月30日までラフォーレミュージアム原宿にて公演された。
- 脚本・演出：林灰二[2]
- 出演：村田充 / つぐみ / 千原ジュニア、他[2]

### 劇団時間制作公演
劇団時間制作のプロデュースで、2021年9月18日から26日までMixalive TOKYO Theater Mixaにて公演された。
- 脚本・演出：谷碧仁[3][4]
- 出演：住田祐一役 - 西山潤 / 茶沢景子役 - 松田るか / ソレ（舞台オリジナルキャラクター）役 - 三津谷亮 / 木ノ本嶺浩 / 久獅 / 柴田時江 / 前田悠雅 / 田名瀬偉年 / 佐々木道成 / モロ師岡[3][4]

## 小説版
『小説 ヒミズ ver.Keiko Chazawa』として講談社から2007年に出版された。著者は山﨑燕三。表紙は古谷実が新たに描きおろした。内容は漫画版の原作にかなり忠実であるが、いわゆるギャグ要員の赤田が登場しないなど、ところどころ小説の形式にあわせて設定の変更が見られる。「ver.Keiko Chazawa」とあるように、茶沢の一人称で住田を外側から描写してあること、茶沢の内面描写が多いことが特徴である。「新たなる結末」と惹句にあるのは、漫画版の結末にエピローグが追加されたものである。映画化に伴い、2012年に『小説ヒミズ 茶沢景子の悠想』として再版された。

### 刊行情報
- 『小説 ヒミズ ver.Keiko Chazawa』 講談社〈KCノベルス〉、原作：古谷実、著：山崎燕三、2007年7月1日発売、ISBN 978-4-06-373308-2
- 『小説ヒミズ　茶沢景子の悠想』 講談社〈KCノベルス〉、原作：古谷実、著：山崎燕三、2012年1月7日発売、ISBN 	978-4-06-364884-3

## 映画版
園子温監督による実写映画として、2012年1月14日に日本公開された。PG12作品。
2012年映画芸術日本映画ワーストテン2位受賞。また、出演した染谷将太と二階堂ふみは第68回ヴェネツィア国際映画祭にて新人賞にあたるマルチェロ・マストロヤンニ賞を受賞した。
震災の影響もあり、ストーリーのみならず、夜野をはじめとした多くの登場人物の年齢や設定が変わっている。

### キャスト
ここでは、映画（映画版オリジナル以外）での設定について記す。
住田祐一
演 - 染谷将太
自身を虐待していた父を衝動的に殺害した後、狂気に生きようとしていたが、茶沢の無償の愛によって思い止まる。
茶沢景子
演 - 二階堂ふみ
住田が殺人を犯す前後から、彼に恋心を抱いていた。
夜野正造
演 - 渡辺哲

まーくん
演 - 諏訪太朗

藤本健吉
演 - 川屋せっちん

田村圭太
演 - 吹越満

田村圭子
演 - 神楽坂恵

住田の父
演 - 光石研
保険金を手に入れるため、住田を自殺に追い込むべく身体的虐待と暴言を受けさせた。
住田の母
演 - 渡辺真起子
住田にネグレクトを受けさせた挙句、別の男と駆け落ちして住田を捨てた。未公開シーンでは、駆け落ちした後に焼き鳥の屋台を営んでことが明かされており、茶沢から息子のために戻るように懇願されるが、それでも住田に会うことを真っ向から拒絶している。
てつ
演 - モト冬樹
住田の母の駆け落ち相手。
茶沢の母
演 - 黒沢あすか
茶沢を日常的に虐待していた。
茶沢の父
演 - 堀部圭亮
茶沢にネグレクトを受けさせていた。
金子
演 - でんでん
ローン会社の社長。
谷村
演 - 村上淳

テル彦
演 - 窪塚洋介

ミキ
演 - 吉高由里子

YOU
演 - 西島隆弘

ウエイトレス
演 - 鈴木杏

シュウ
演 - 新井浩文

コメンテーター
演 - 宮台真司

ジャンク狩野
演 - 清水智史
麻薬の売人。

怪しい男
演 - 手塚とおる

妊婦の義母
演 - 木野花

ヤンキー（ファミレスの客）
演 - 坂ノ上朝美

### スタッフ
- 脚本・監督 - 園子温
- 原作 - 古谷実
- 製作 - 梅川治男、山崎雅史
- 音楽 - 原田智英
- ラインプロデューサー - 鈴木剛
- 撮影 - 谷川創平
- 美術 - 松塚隆史
- 照明 - 金子康博
- 録音 - 深田晃
- 編集 - 伊藤潤一
- 製作・著作 - ギャガ、講談社
- 制作プロダクション - ステューディオ スリー
- 配給 - ギャガ

### 製作

#### 撮影
メインロケは茨城県で、住田の家「貸しボート屋」は、常総市小貝川河川敷にセットが組まれた。その他、つくば市、土浦市でも撮影が行われた。3分の2近くに染谷が公園の横を歩くシーンは東京西浅草。園は撮影直前に発生した東日本大震災を受けて、台本を大幅に変更。被災地の宮城県石巻市でも撮影を行っている。度々挿入される被災地のシーンは本編と乖離している。濡れ場は一切ないのにPG12なのは暴力描写と見られる。吉高由里子、西島隆弘、鈴木杏、新井浩文はカメオ出演程度の出番。

### 備考
- 映画版の公開後、架空の大地震と原発事故に見舞われた家族を題材にした姉妹映画『希望の国』を公開している。

### 関連商品
本作のソフトは2012年7月3日に発売された。発売元はGAGA、販売元はポニーキャニオン。
- ヒミズ コレクターズ・エディション（ブルーレイ版1枚組、DVD版2枚組 収録時間本編130分、特典映像127分）
  - 封入特典：古谷実描き下ろしイラストポストカード
  - 音声特典：監督によるオーディオコメンタリー
  - 映像特典：キャスト・プロフィール(静止画)、メイキング、ヴェネチア国際映画祭の模様、ヴェネチア国際映画祭受賞後の主役2人の記者会見、初日舞台挨拶、サプライズ舞台挨拶、未公開映像、劇場およびTV予告編集